# اسماعیل امیرفضلی
سرلشکر اسماعیل امیرفضلی از فرماندهان ارتش شاهنشاهی و کفیل وزیر جنگ در دوران رضا شاه پهلوی بود. 
سرتیپ اسمٰعیل آقا که بعدا نام خانوادگی امیرفضلی برای خود برگزید، فرمانده لشکر شمال غرب (همدان) از لشکرهای پنج‌گانهٔ تحت فرمان سردار سپه بود.  پس از کودتا، در چهارم دی ۱۳۰۰ از درجهٔ سرتیپی به درجهٔ امیرلشکری نایل شد که از سال ۱۳۱۴ سرلشکری نامیده شد. در فروردین ۱۳۱۵ کفیل (سرپرست) وزارت جنگ شد و در ششم آبان ۱۳۲۰ در راستای بازنشستگی گستردهٔ امرای دورهٔ رضا شاه بازنشسته شد. وی در سال ۱۳۳۱ درگذشت. همچنین فرزند وی سرلشکر نصرالله امیرفضلی اندکی پیش از انقلاب ۱۳۵۷ به مقام مدیرعاملی هواپیمایی ملی ایران (هما) منصوب شد.

## جستارهای ویژه
- رضا شاه و نوسازی ارتش